# 曲江新区
西安曲江新区原名西安曲江旅游度假区，是陕西省人民政府于1993年批准设立的省级旅游度假区，2003年7月，经西安市政府批准，更名为“曲江新区”。曲江新区属于雁塔区，位于西安城东南，区内有大雁塔、大唐芙蓉园、曲江池遗址公园、曲江海洋世界、大唐不夜城等旅游休闲景区。

## 概况

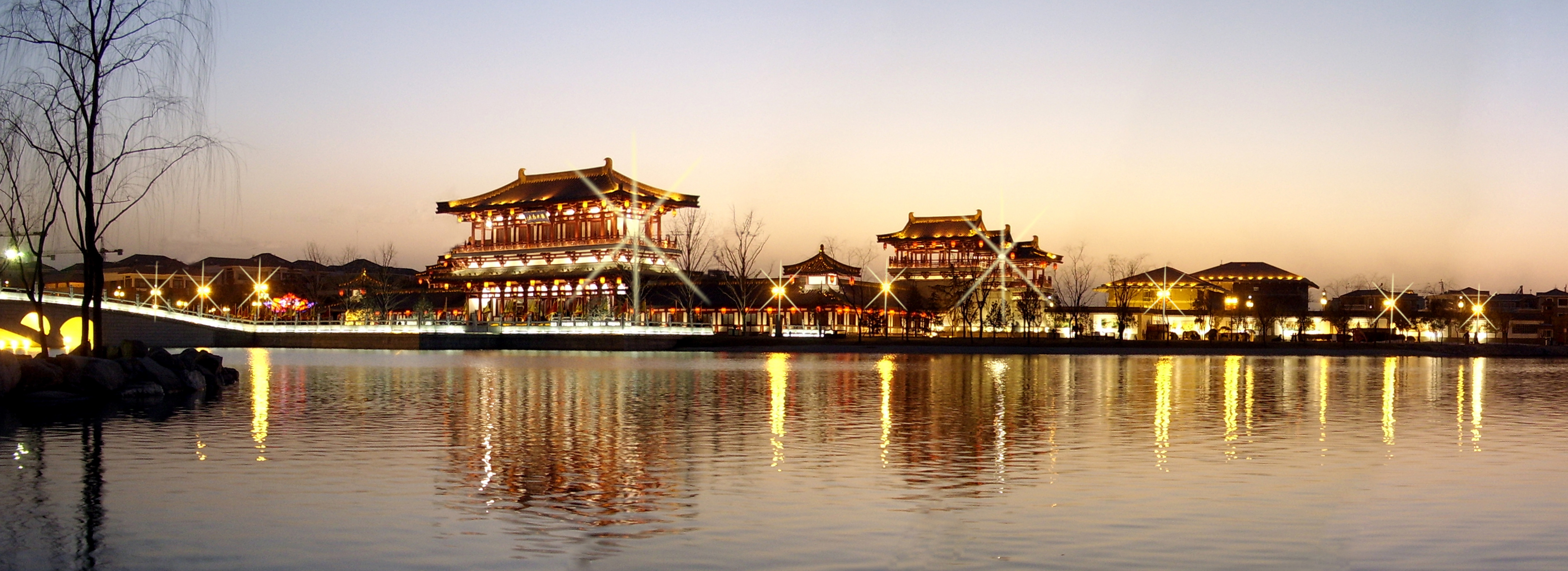
曲江池遗址上兴建的大唐芙蓉园旅游区夜景

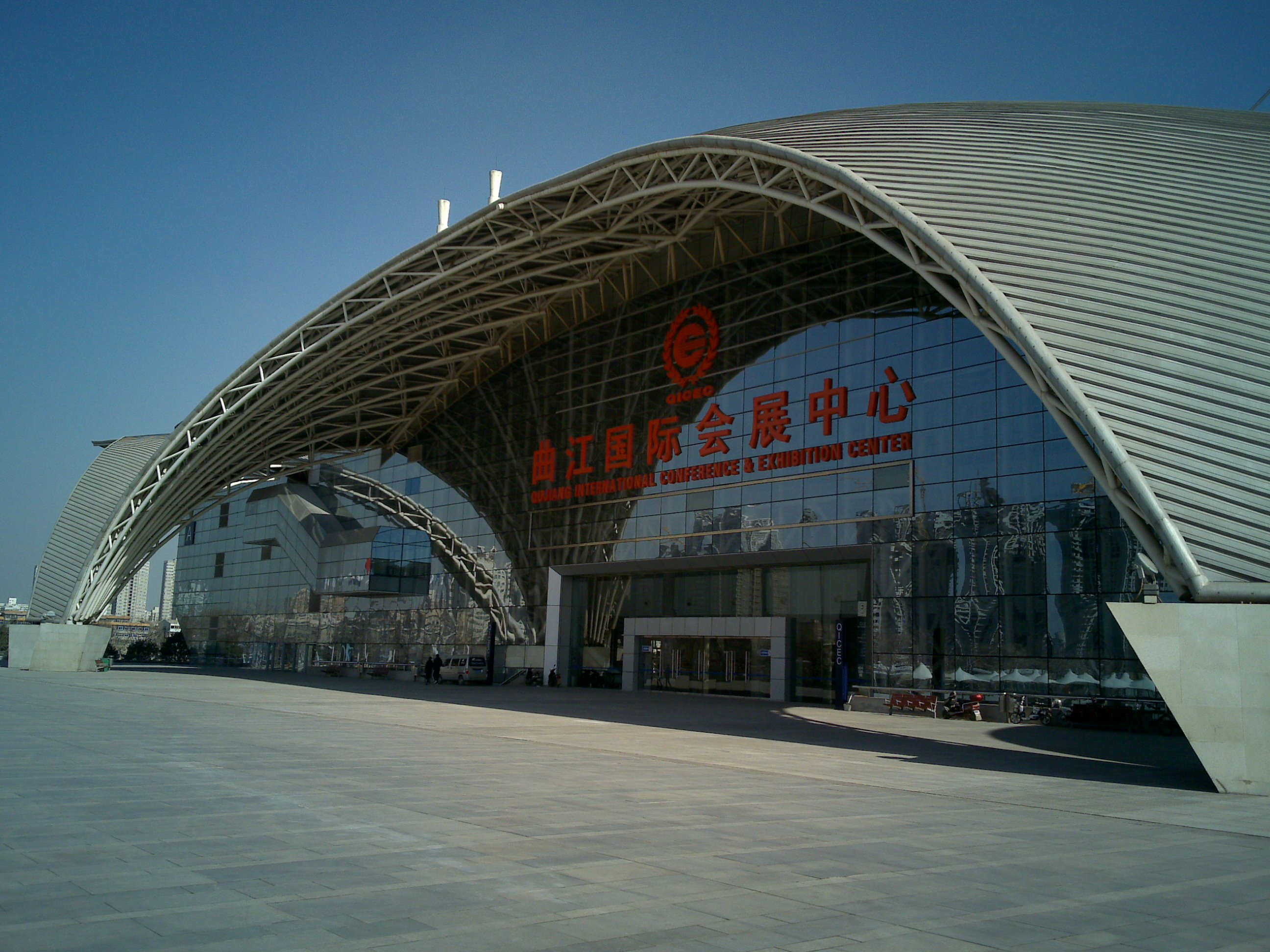
曲江国际会展中心

曲江新区以大雁塔和曲江皇家园林遗址为中心，核心区域面积51.5平方公里，同时辐射带动大明宫遗址保护区、西安城墙景区、临潼国家旅游休闲度假区和楼观道文化展示区等区域。大雁塔年接待游客200多万人次，境外游客达40多万人次。
西安曲江新区管理委员会是西安市人民政府的派出机构，在辖区范围内履行市级管理权限。实现项目审批、规划定点、建设管理、土地出让、企业管理一条龙服务，为投资者提供服务。同时设有曲江新区发展有限公司。2004年，由西安曲江新区管委会领导下西安曲江文化产业投资集团投资设立的国有文化旅游企业集团西安曲江文化旅游股份有限公司成立。2016年9月28日，西安曲江文化旅游股份有限公司在上海证券交易所上市。

## 规划范围
曲江新区规划选址在西安市东南，以闻名中外的大雁塔和曲江园林遗址为中心。东起长鸣公路；西至翠华南路、纬一街、长安南路南段；北起小寨东路、西影路；南至雁塔区南界址。规划面积约47平方公里，是西安市第四次城市总体规划中城市中心区的重要组成部分。

## 产业方向
曲江新区重点发展以下产业：
1. 旅游景区和游乐设施建设
2. 旅游交通
3. 旅游产品开发
4. 餐饮、购物
5. 文化体育、康复保健
6. 房地产开发

## 基础设施
曲江新区自1996年启动建设以来，先后投入资金30亿元用于基础设施建设，基本完成了10平方公里区域的市政配套。

### 路网建设
目前已修建开通了曲江大道、雁塔南路、雁南一路、雁南二路、雁南三路、雁南四路、雁南五路、芙蓉东路、芙蓉西路、芙蓉南路、北池头一路、北池头二路、曲江池南路、曲江池北路、曲江池东路、曲江池西路、新开门南路、寒窑路等城市道路。其中，雁塔南路是贯穿度假区南北的景观大道，其北端连接闻名中外的大雁塔风景区，南端至长安区航天基地航天大道，道路两侧规划高尚住宅区和旅游商贸设施。目前，这一区域已成为中外客商投资的热点。

### 水电设施
- 区内有曲江水厂和南郊水厂，日供水120万吨。
- 区内的110kV曲江南变电站及110kV曲江北变电站共同保障曲江新区的用电。

## 旅游休闲景区

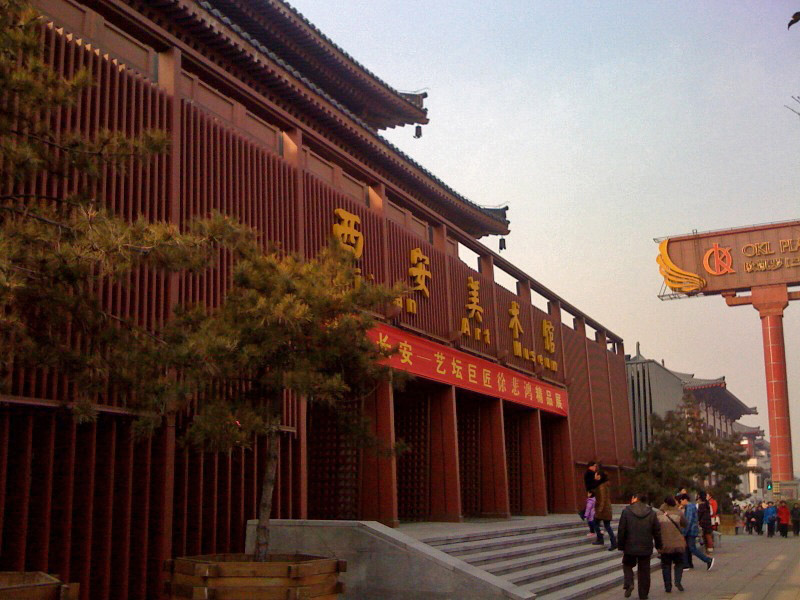
西安美术馆

曲江新区管委会投资新建的大雁塔北广场、大雁塔南广场、曲江国际会展中心、曲江池遗址公园、大唐不夜城和雁塔东苑、雁塔西苑，以及在原春晓园基础上改建的唐大慈恩寺遗址公园，以唐文化和佛教文化为主题，北广场呈现九级叠水的音乐喷泉，与大雁塔相得益彰，成为市民新的休闲场所和西安最具特色的“会客厅”。
以唐文化为主题，集旅游综合服务为一体的大唐芙蓉园，占地998亩，全面展示唐代文化历史人文景观。大唐芙蓉园于2005年4月11日（农历乙酉年三月初三）正式对外开放。
在新区内，建设有西安美术馆与西安音乐厅这样的公共服务设施。

## 曲江新区建设
截止2004年，曲江新区共批准入区批准项目60余个。目前，已经建成的项目有：曲江宾馆、大唐芙蓉园、曲江海洋世界、寒窑遗址公园、秦二世陵遗址公园。